# Frac

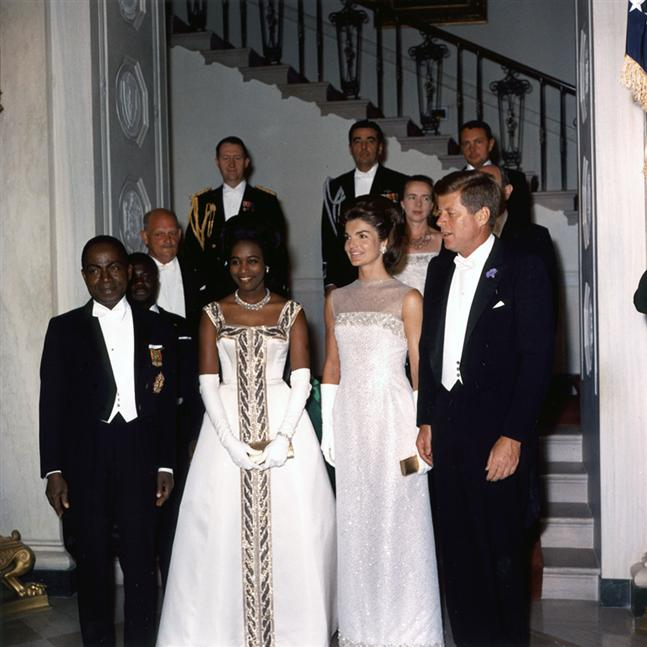
Els Presidents John F. Kennedy i Félix Houphouët-Boigny amb frac, acompanyats de Jacqueline Kennedy i Marie-Thérèse Houphouët-Boigny, el 1962 a un sopar d'estat

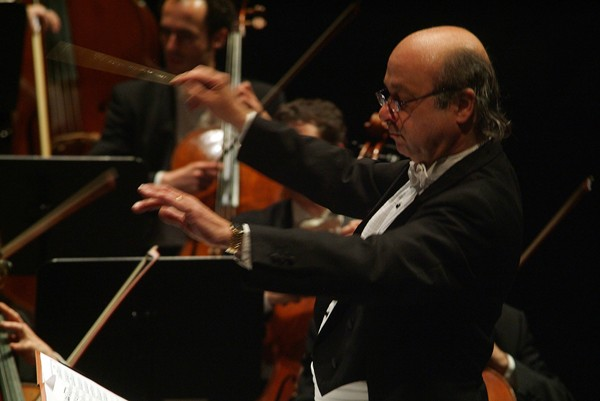
Director d'orquestra amb frac

El frac és una jaqueta de roba masculina de tipus formal que s'utilitza a les cerimònies o actes de màxima solemnitat quan aquestes se celebren al vespre i on cal vestir d'etiqueta. Per la part davantera arriba només fins a la cintura i per darrere porta dos faldons llargs de forma trapezial.

## Components
- Jaqueta. Anomenada, així mateix, frac.[3] És negra amb afegits de seda i amb una característica cua oberta que recorda la casaca. Per davant és curta i duu una o dues files de botons posats obliquament per raons ornamentals, ja que sempre es duu oberta.
- Camisa blanca amb coll dur, generalment postís, combinat amb corbatí blanc.
- Pantalons negres amb dues franges (una franja als EUA).
- Sabates i mitjons negres.

Tradicionalment s'acompanyava de copalta.

## Ús
Una de les ocasions més conegudes en què s'utilitza el frac és la cerimònia de lliurament dels premis Nobel. Altres ocasions possibles són les recepcions diplomàtiques, sopars d'Estat, coronacions reials, balls, etc. El frac és la indumentària habitual dels intèrprets de música clàssica. No s'utilitza a les noces ni als actes que es fan a l'aire lliure.